# Virgílio Pereira
Virgílio Higino Gonçalves Pereira (ur. 11 stycznia 1941 w Funchal, zm. 24 lipca 2021 tamże) – portugalski polityk, samorządowiec i nauczyciel, deputowany, od 1986 do 1994 eurodeputowany II i III kadencji.

## Życiorys
Urodził się jako drugi z trojga rodzeństwa. Kształcił się w zakresie nauczania matematyki, ukończył studia z inżynierii geograficznej na Uniwersytecie Lizbońskim. Między 1968 a 1974 pracował jako nauczyciel matematyki i przedmiotów przyrodniczych w szkołach średnich w Funchal. W 1975 należał do komisji planowania infrastrukturalnego w administracji Madery. Od 1975 do 1978 kierował zarządem portów na tej wyspie, a od 1983 do 1985 lokalnym instytutem IBTAM zajmującym się rzemiosłem.
Zaangażował się w działalność polityczną w ramach Partii Socjaldemokratycznej, został członkiem jej władz na Maderze. W latach 1974–1976 kierował komisją administracyjną rady miejskiej w Funchal, następnie był burmistrzem tego miasta do 1983 oraz ponownie od stycznia do lipca 1994. W 1983 i 1985 wybierano go do Zgromadzenia Republiki III i IV kadencji. Od 1 stycznia 1986 do 13 września 1987 wykonywał mandat posła do Parlamentu Europejskiego w ramach delegacji krajowej, w 1987 i 1989 był wybierany do PE w wyborach powszechnych. Przystąpił do frakcji liberalno-demokratycznej, był wiceprzewodniczącym Komisji ds. Środowiska Naturalnego, Zdrowia Publicznego i Ochrony Konsumentów oraz Komisji ds. Polityki Regionalnej, Planowania Regionalnego i Stosunków z Władzami Regionalnymi i Lokalnymi. Zrezygnował na kilka miesięcy przed końcem kadencji w związku z powrotem do samorządu. Po 1994 działał m.in. w organizacjach rozwoju lokalnego.
Był prezesem ochotniczej straży pożarnej Bombeiros Voluntários Madeirenses, wyróżniany odznaczeniami m.in. za ochronę przeciwpożarową oraz przez Portugalski Czerwony Krzyż.